# 下吉辛-哈拉兴
下吉辛-哈拉兴（德語：Untergiesing-Harlaching）是德国巴伐利亚州首府慕尼黑的市辖第18区。这里曾经有着清晰的社会结构分野：老哈拉兴为金领阶层、新哈拉兴为中低收入阶层以及下吉辛为传统的工人阶级街区，但这些印记如今已逐渐消失。总体而言，区内有大量的专业雇员。通过人口金字塔则表明该区即将迎来人口老龄化。

## 方位

### 下吉辛
市分区下吉辛位于伊萨尔河东岸的西北部，并沿洪堡街与市辖区奥-海德豪森相邻。往东北和东部的吉辛山和马丁·路德街形成与市辖区上吉辛-雉鸡园的边界，然后再大致往东南沿泰根湖公路直至圣奎林广场。在那里，区界沿索叶霍夫街转了个弯，然后在曼格法尔广场旁经由彼得·奥钦格街移回至泰根湖公路。在995号高速公路的泰根湖公路出入口，边界会继续向西南方向沿佩拉赫人工林的北缘伸展。在埃希特哈尔街则可从下吉辛过渡到哈拉兴。

### 哈拉兴
市分区哈拉兴坐落于慕尼黑东南部、伊萨尔河右岸的高层阶地上，并以此形成其西部边界。向南则结束于与格林瓦尔德接壤的市界。在东南部，市界是沿着位于慕尼黑、格林瓦尔德、下哈兴和戴森霍芬之间的非建制地区——佩拉赫人工林的森林边缘伸展。往东北和北部是毗邻市分区下吉辛，并与它共同组成了市辖第18区下吉辛-哈拉兴。第18区的范围还包括伊萨尔河和弗劳歇绿地东侧、位于塔尔基兴边界旁的坡缘下部，自伊萨尔河的土地恢复以来，这一地段连同海拉布伦动物园形成了城市重要的休闲及康乐场所。

## 历史

### 下吉辛

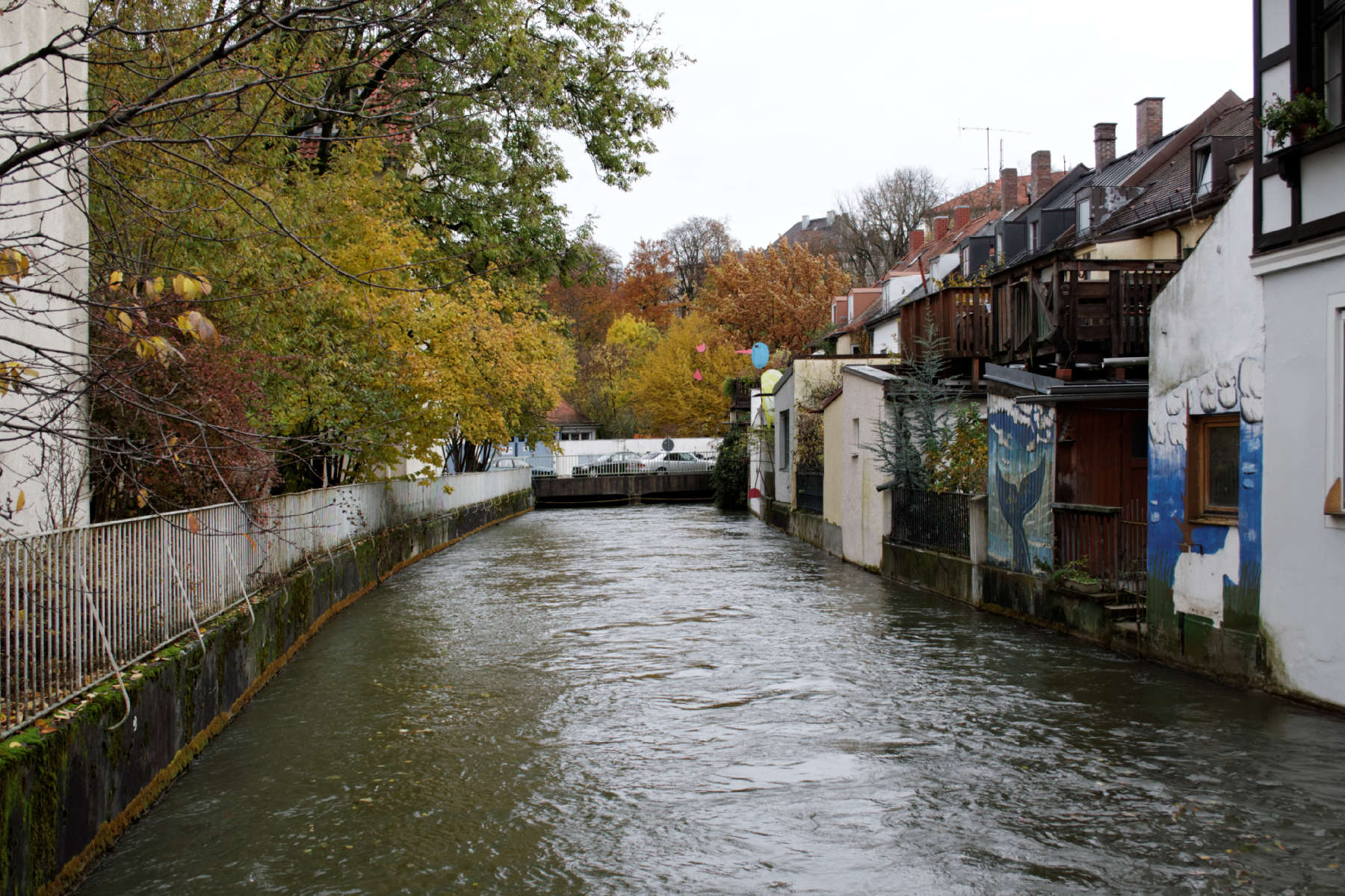
奧爾米爾河

不同于上吉辛，下吉辛的大部分地区直至19和20世纪才逐渐兴起。此前，自15世纪以来，仅在河岸林周边有人居住，此外还有一些个别建筑（主要为磨坊）分布在奧爾米爾河沿岸。有文字记载的最古老磨坊是位于现绿森林体育场下方、即如今烘焙磨坊电站旁的烘焙艺术磨坊，它是在957年的一份契据中被首次提及，其中记载有贵族沃夫特雷吉尔（Wolftregil）将吉辛的磨坊以及配套用地移交予弗赖辛主教。
直到慕尼黑市辖区在1909年进行重新划分后，上吉辛和下吉辛才结合在一起并组成市镇吉辛。此前“下吉辛”这一称谓常被诺克赫贝格下面的定居点所使用，后者在被并入慕尼黑之前是归另一市镇奥管辖。
具有下吉辛早期特征的小型旅社（工人住房）仍可零星的在皮格斯海姆街找到，这条街道是得名于宫廷银行家弗朗茨·安东·皮格拉姆（Franz Anton Pilgram）所建造的皮格拉姆斯海姆城堡（Schlösschen Pilgramsheim）。马耶舍皮具厂（Mayersche Lederfabrik）同样设于此街上，它成立于1808年并在1930年结业，是吉辛首个大规模的工业化企业。如今那里设有于1930年至1931年落成、按新即物主义风格建造的慕尼黑居民区建筑。

### 哈拉兴

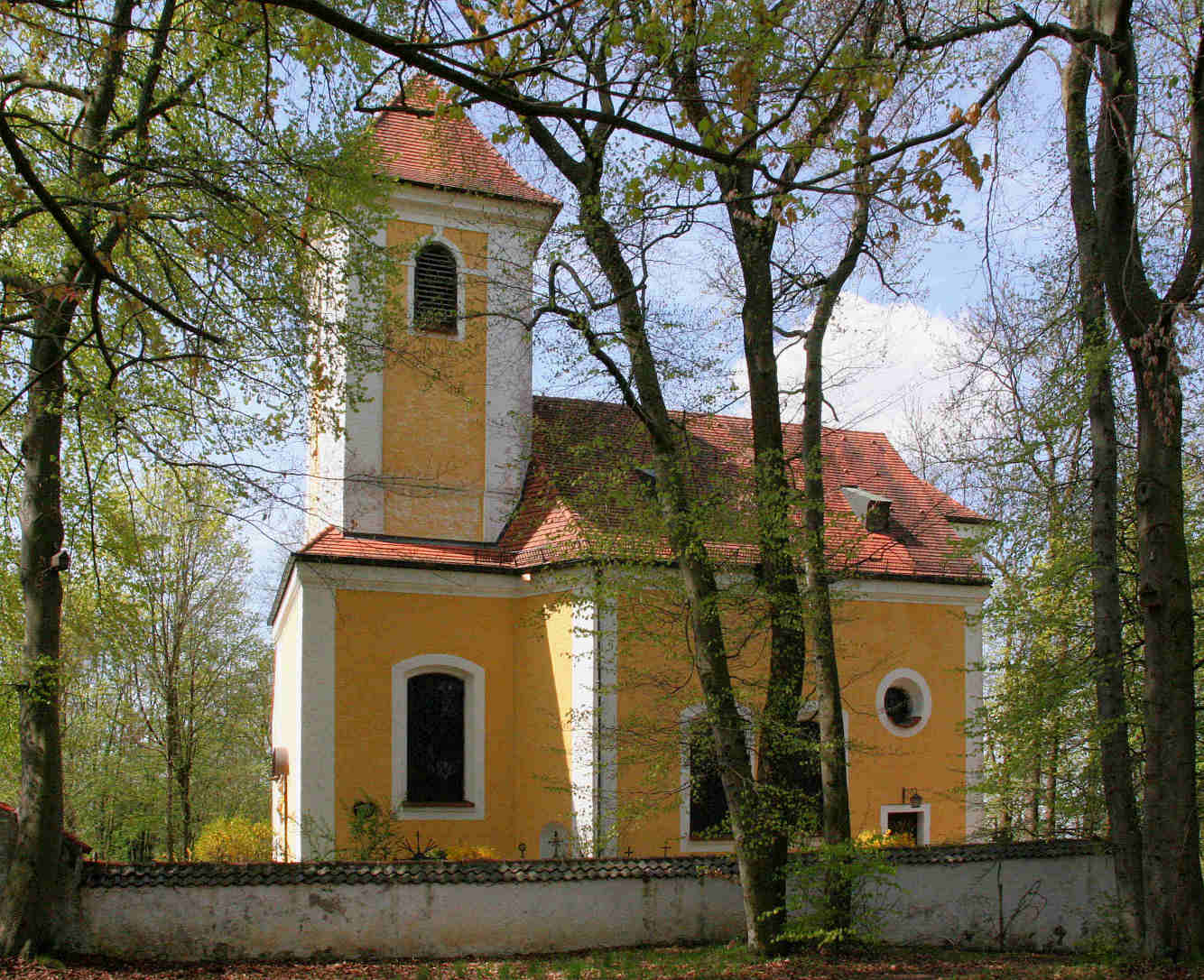
圣安妮教堂

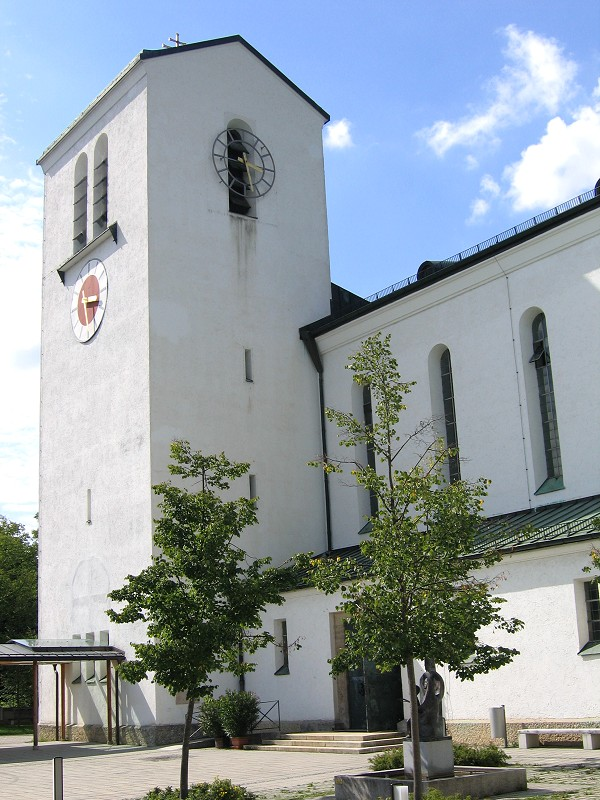
圣家堂

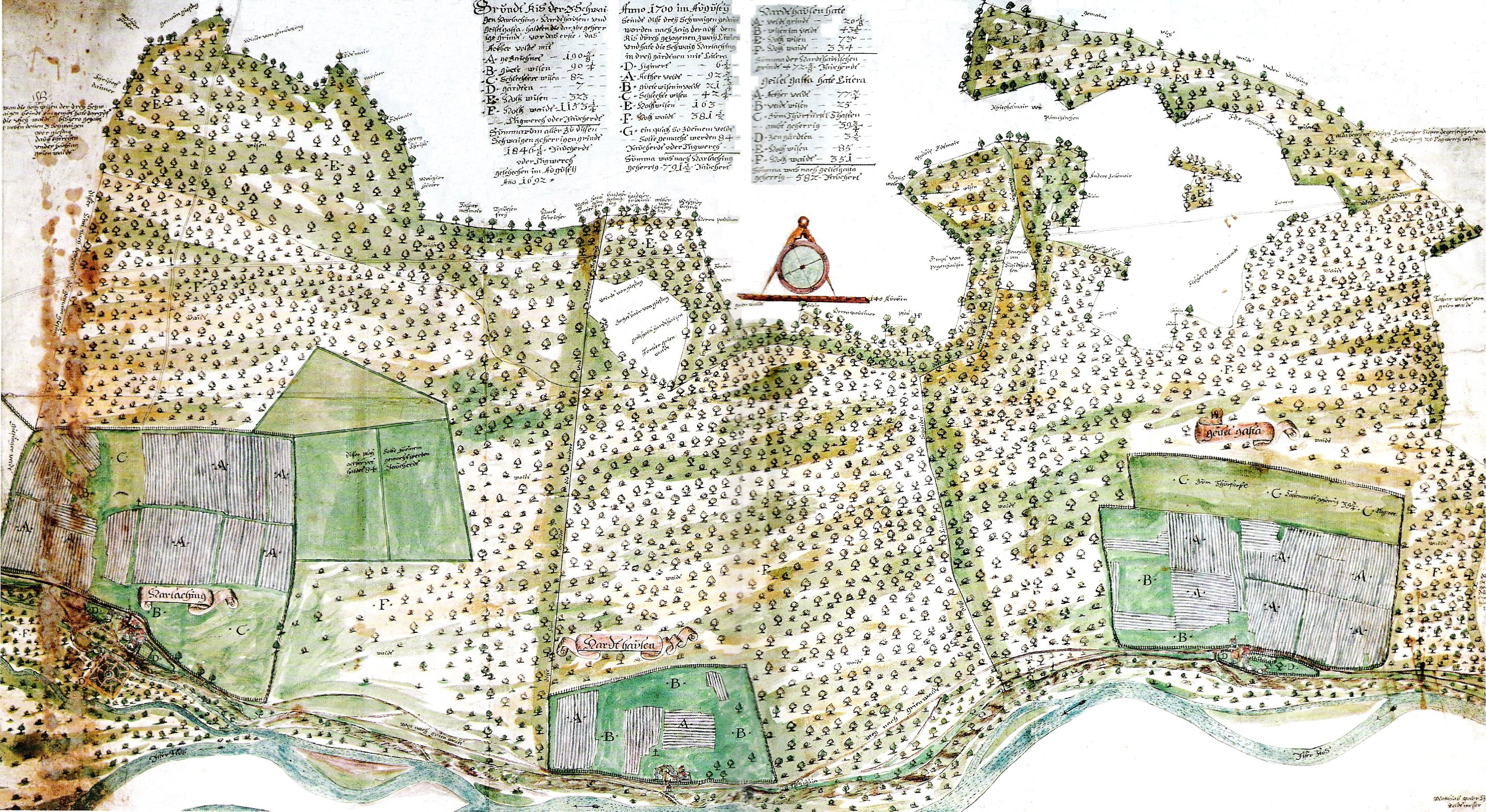
1700年的哈拉兴地图

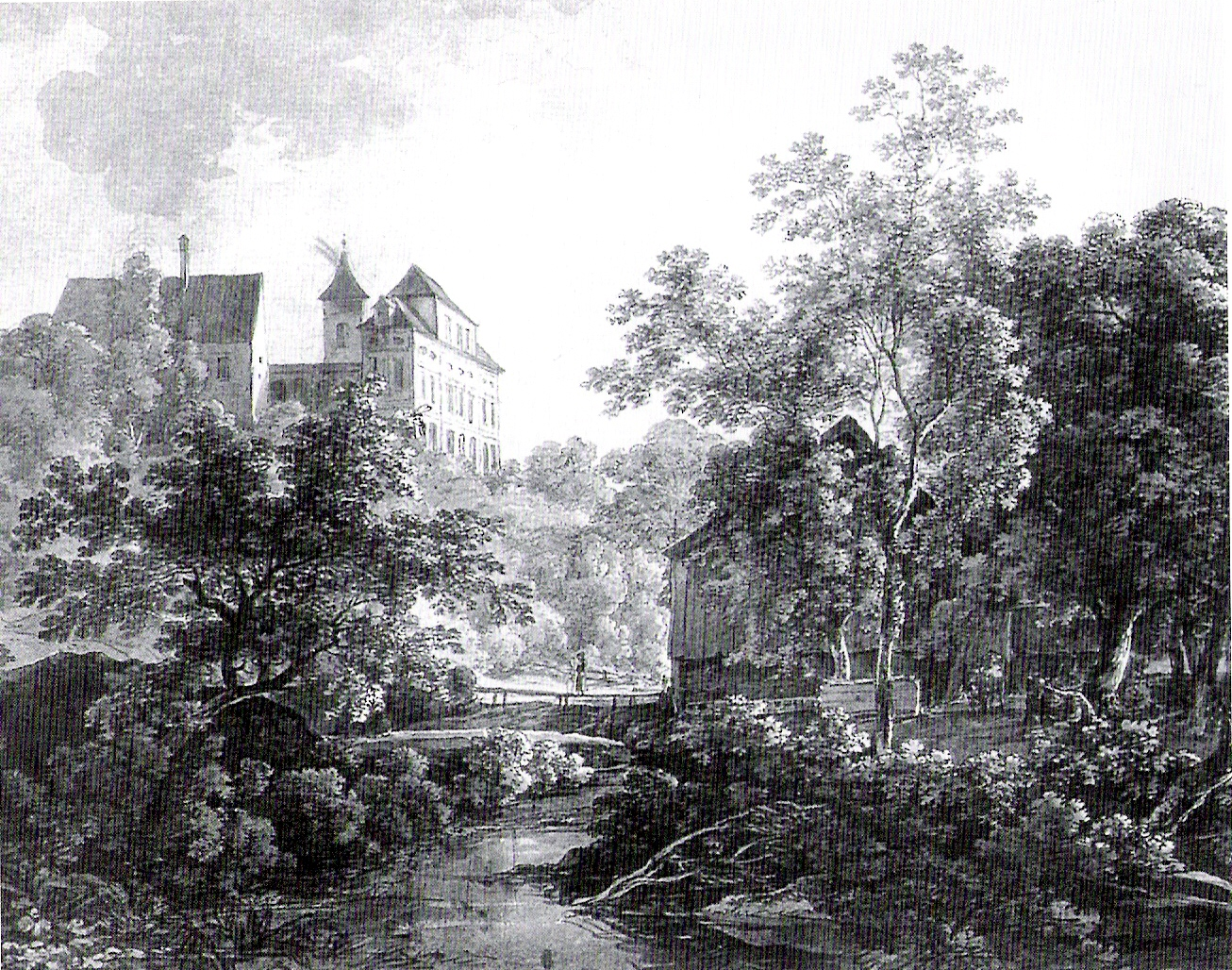
约1790年的哈拉兴城堡绘画

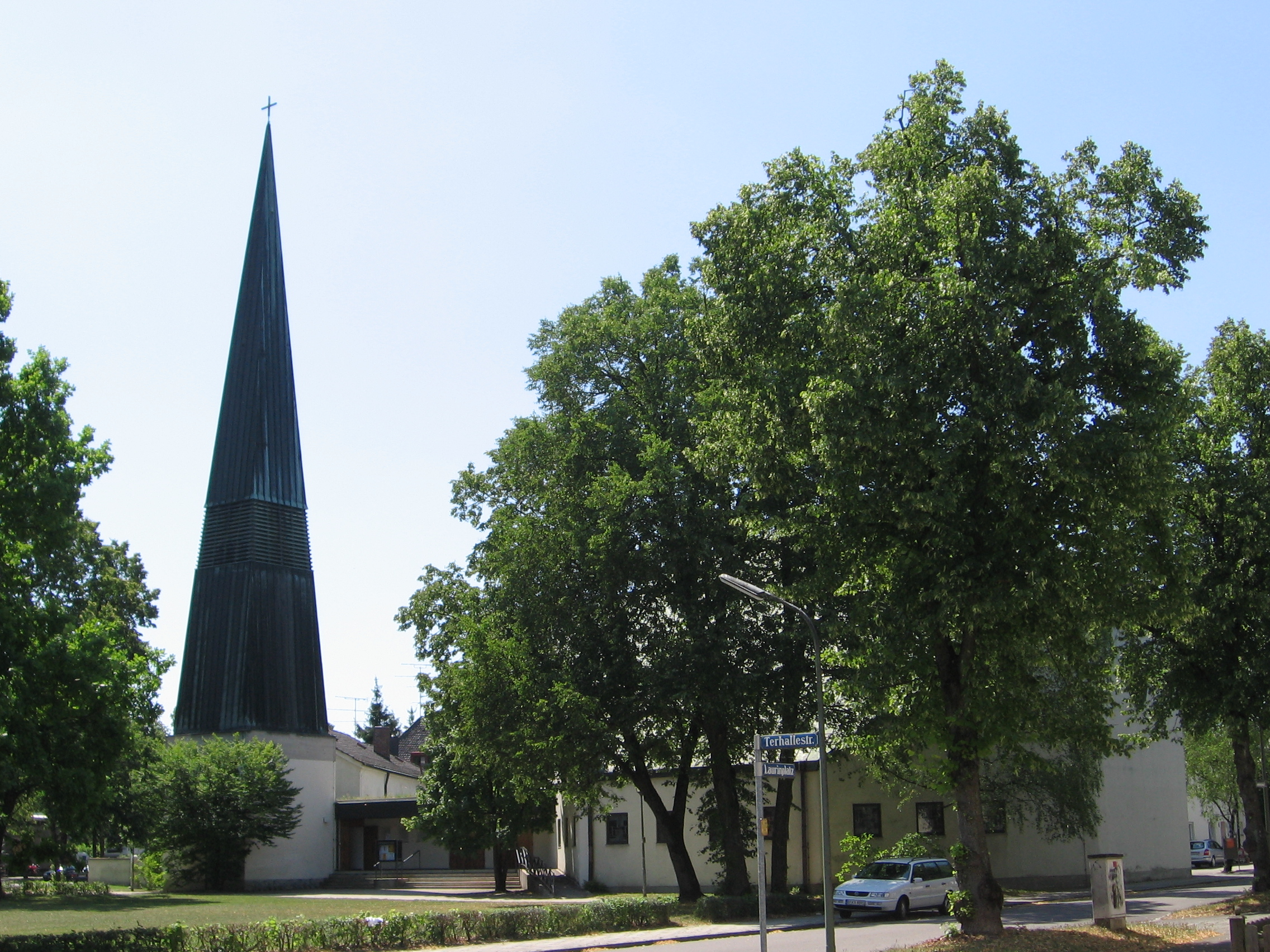
以马忤斯堂的塔楼

通过对哈拉兴地区的考古发现证明，当地的首个人类定居点可以追溯至铁器时代。从多个不同时代的出土墓葬则表明当地的聚落虽然稀疏，但仍持续有凯尔特人在此定居。这个地方是在1150年左右以的名义被首次以书面提及。这一名称源自一位（开发者）的人名。据信，大约在公元600年有一位日耳曼部族领袖创立或接管了定居点，自此便使用了他的名称。最新的派生词研究是将指代林中空地的术语联系在一起，并基于一个虚拟的地名的假设。然而针对这一理论有一个不可回避的事实，即名称最早的存在形式并非而是，以及变体和。
历史地方中心位于哈拉兴山畔的圣安妮教堂周边，这是作为泰根湖修道院所属的资产在1186年首次得到书面证实。为数不多的几座房屋是被森林和草场所包围。教堂附近其后建有哈拉兴城堡（Harlachinger Schloss），于1796年被焚毁，并不复存在。首个带有固定世袭法庭的市镇架构于1818年出现，它是由盖瑟尔加斯泰格、哈特豪森、黑拉布伦、劳夫措恩、席本布鲁恩和沃恩布伦等村落所共同组成。随后哈拉兴也在一段短时期内成为市镇吉辛的一部分。至1854年10月1日，这一地区大约有50位居民，并在当时已是热门的郊游目的地（如门特施魏格农庄），最终作为市分区被并入慕尼黑。
从大约1900年起，在原先的农业用地上开始加快了建设的步伐。率先设立的是根据建筑师加布里尔·冯·塞德尔和马克斯·利特曼的设计、建于前城堡用地上的哈拉兴花园城（Gartenstadt Harlaching），至今仍保持了其绿色的特征。由同一家公司兴建的门特施魏格别墅区跟随其后也在伊萨尔河高岸旁落成。1910年，经过与市镇格林瓦尔德和众多地产业主的长期谈判后，往来于慕尼黑市中心至格林瓦尔德集市广场之间的电车线路以“伊萨尔河谷外线”（如今的15/25路）的名义正式开通。因此，进入弗劳歇和格林瓦尔德之间的伊萨尔河谷进行周末郊游的游客人数骤增，同时也促进了当地人口密度的增长。1911年，位于伊萨尔河漫滩的海拉布伦动物园也开门迎客，这吸引了更多的游客。包含门特施魏格的老哈拉兴是根据如今的田园城市理论所兴建，其广泛分布和典型的别墅区代表了慕尼黑最高的租金水平。位于老哈拉兴西北侧的新哈拉兴则自1920年左右，开始辟为简易单户住宅和主要为福利性多层住宅的松散建筑，例如新哈拉兴低矮定居点。作为20世纪的社会保障住房项目，那里也建有“帝国小型定居点”。在纳粹主义时期也跟随在其附近建造了供第一次世界大战参与者居住的所谓“前线战士定居点”、以及供1923年啤酒館政變参与者居住的所谓“老战士定居点”。此外，供纳粹党下属国家物资管理局员工居住的公寓亦设于附近。1945年以后，这些都作为麦格劳军营的组成部分被美国陆军接管。此外，老哈拉兴的部分房屋也被美国陆军扣押，以安排驻扎在那周边的随军家属住宿，该地区被围起来并仅可经由守卫通道进出。直到1954年，当美国人定居点在佩拉赫人造林落成后，哈拉兴地区才从铁丝网中解脱出来。自1956年起，美军每年都会在美国人定居点举办“小型啤酒节（Little Octoberfest）”，这项传统即便是在美国撤军后仍由德国杂耍艺人维持至2005年。从1959年至1965年间，市立哈拉兴医院在一片古树林立的公园用地中建成，那里曾是一座市立疗养院的旧址。这家医院配备了所有必要的部门，以保证医疗和医药的基本服务。它自1970年代成为慕尼黑大学医学院的附属医院并且是区内最大的雇主，主要提供服务行业的工作岗位。同样自1970年11月1日起，市立哈拉兴医院从一开始便通过ADAC配备了救援直升机克里斯托弗1号，这是德国首架长期服役的救援直升机。在两德统一和美军于1992年慕尼黑撤出慕尼黑后，慕尼黑警察局的各部门开始迁入麦格劳军营，原军方家属在美国人定居点内的住宅有部分被转化为保障性住房，另一部分则被投放至自由住房市场。哈拉兴的发展日益稠密，尤其是因为自1970年代以来有许多单户及双户别墅被拆除并以公寓设施所取代。新哈拉兴的城市面貌如今已通过大量的新建筑得到改变，其分野也因日益密集发展的老哈拉兴而变得模糊。
在宗教生活方面，哈拉兴共设有三个天主教堂区和一个福音派社区。圣安妮教堂是附属于天主教堂区圣家堂的一个分支堂，后者是在1931年作为慕尼黑的首个“现代化”堂区圣堂而落成；随后圣母无玷堂也于1945年在其堂区范围内、即位于伊萨尔河坡缘旁的玛利亚隐馆下方落成；而1964年则在邻近上吉辛边界处新增了圣海伦娜堂区。福音派社区以马忤斯堂是在1940年设立。

## 人口统计

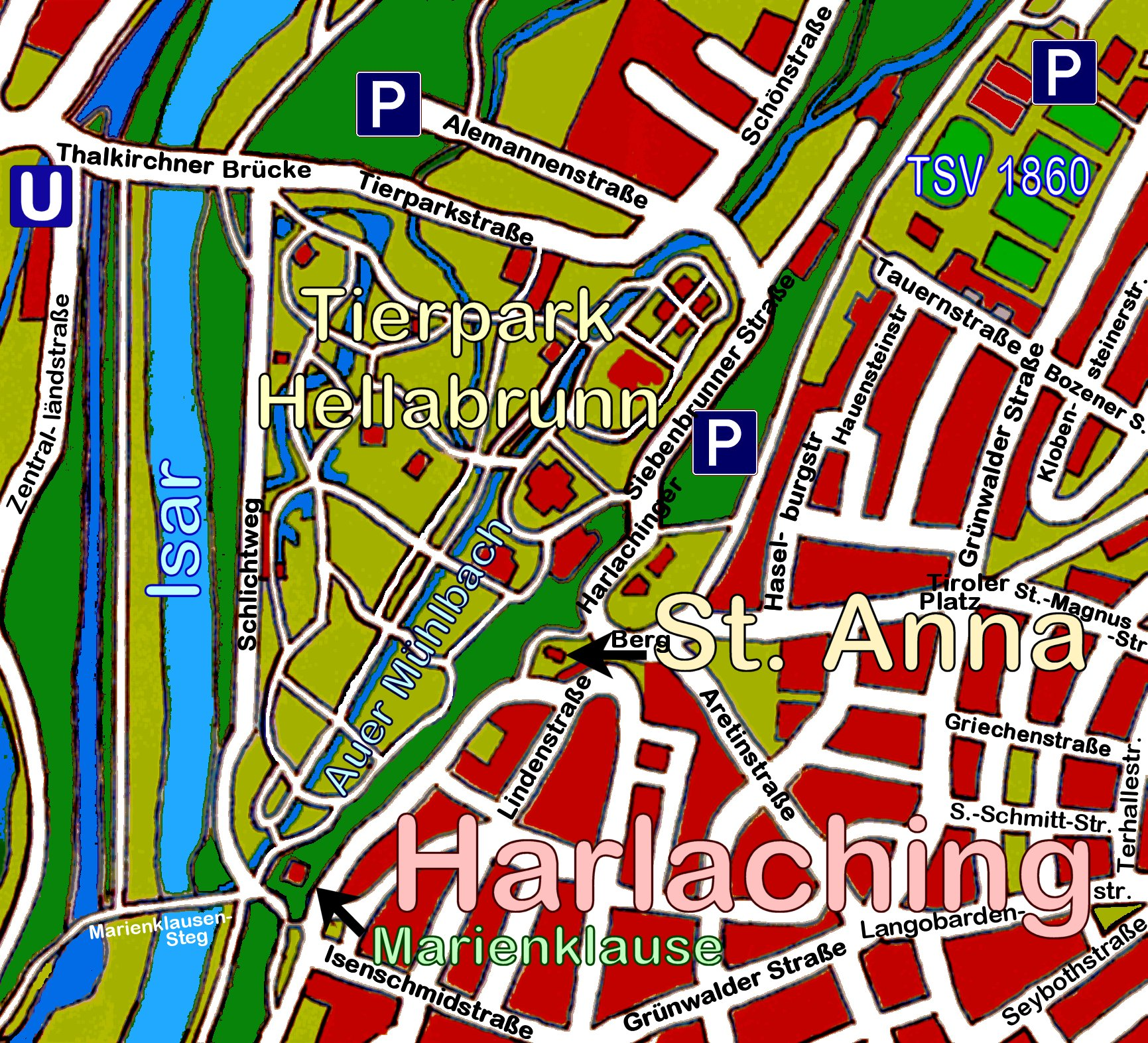
哈拉兴的核心区域

(截至每年12月31日)
| 年份 | 人口   | 外国人（比例）  | 面积 （km²） | 人口密度 （每km²） | 来源及其它数据                                 |
| ---- | ------ | --------------- | ------------ | ------------------ | ---------------------------------------------- |
| 2000 | 46,153 | 8,717 (18.9 %)  | 8.0596       | 5,726              | 慕尼黑统计年鉴2001（页面存档备份，存于） (PDF) |
| 2001 | 46,580 | 8,892 (19.1 %)  | 8.0596       | 5,779              | 慕尼黑统计年鉴2002（页面存档备份，存于） (PDF) |
| 2002 | 46,495 | 8,949 (19.2 %)  | 8.0596       | 5,769              | 慕尼黑统计年鉴2003（页面存档备份，存于） (PDF) |
| 2003 | 46,706 | 9,149 (19.6 %)  | 8.0602       | 5,795              | 慕尼黑统计年鉴2004（页面存档备份，存于） (PDF) |
| 2004 | 46,462 | 8,979 (19.3 %)  | 8.0590       | 5,765              | 慕尼黑统计年鉴2005（页面存档备份，存于） (PDF) |
| 2005 | 46,857 | 9,196 (19.6 %)  | 8.0590       | 5,814              | 慕尼黑统计年鉴2006（页面存档备份，存于） (PDF) |
| 2006 | 48,075 | 9,337 (19.4 %)  | 8.0620       | 5,963              | 慕尼黑统计年鉴2007（页面存档备份，存于） (PDF) |
| 2007 | 48,990 | 9,659 (19.7 %)  | 8.0686       | 6,072              | 慕尼黑统计年鉴2008（页面存档备份，存于） (PDF) |
| 2008 | 49,391 | 9,765 (19.8 %)  | 8.0566       | 6,131              | 慕尼黑统计年鉴2009（页面存档备份，存于） (PDF) |
| 2009 | 48,911 | 9,263 (18.9 %)  | 8.0566       | 6,071              | 慕尼黑统计年鉴2010（页面存档备份，存于） (PDF) |
| 2010 | 49,502 | 9,574 (19.3 %)  | 8.0566       | 6,144              | 慕尼黑统计年鉴2011（页面存档备份，存于） (PDF) |
| 2011 | 50,455 | 10,179 (20.2 %) | 8.0566       | 6,263              | 慕尼黑统计年鉴2012（页面存档备份，存于） (PDF) |
| 2012 | 51,180 | 10,649 (20.8 %) | 8.0566       | 6,353              | 慕尼黑统计年鉴2013（页面存档备份，存于） (PDF) |
| 2013 | 51,937 | 11,400 (21.9 %) | 8.0567       | 6,446              | 慕尼黑统计年鉴2014（页面存档备份，存于） (PDF) |
| 2014 | 52,452 | 11,839 (22.6 %) | 8.0567       | 6,510              | 慕尼黑统计年鉴2015（页面存档备份，存于） (PDF) |

## 政治
下吉辛-哈拉兴上一次的区议会选举是在2014年3月16日。其议席分配如下：基社盟9席、社民党8席、绿党6席、自选协1席以及自民党1席。在下吉辛-哈拉兴共40245名符合投票资格的居民中，有17837人行使了自己的表决权，选民投票率约为44.3%。